# Рясоніжка велика
Рясоніжка велика, або кутора велика, або велика водяна землерийка (Neomys fodiens) — вид роду рясоніжка (Neomys) з родини мідицеві (Soricidae).

## Морфологія
Голова і тіло завдовжки 67–96 мм, хвіст завдовжки 45–77 мм, маса 12–18 грамів. Має чорну верхню частину і білуватий низ, між якими існує чітке розмежування. Як і для більшості мідицевих, морда довга, а очі й вуха маленькі. Шерсть коротка і щільна, і часто бувають пучки білого волосся навколо очей і на вухах. 
Як і всі рясоніжки (рід Neomys) та мідиці (рід Sorex sensu lato), належить до триби  бурозубок і підродини мідицевих (Soricinae). В емалі кінчиків зубів відкладається залізо, роблячи їх більш стійкими до зносу і надаючи їм червоного кольору.

## Екологія
Мешкає водяна кутора по берегах невеликих прісних водойм. Це у значній мірі нічний вид. Це одиночні тварини, які утримують свої території. Вони не впадають у сплячку, і є активними протягом року.
Гнізда влаштовує в кинутих норах гризунів, під корінням дерев, у труску, під купиною, іноді сама риє нору. Водяна кутора чудово плаває і пірнає, за що і отримала свою назву. При зануренні водостійке хутро утримує бульбашки повітря, які надають тварині сріблястий зовнішній вигляд.
Нападає вона не тільки на безхребетних і риб, але і на мишоподібних гризунів і пташенят водоплавних птахів. В її слині міститься речовина, що спричиняє параліч у жертв; цю речовину виробляє підщелепна слинна залоза. Завдяки цьому рясоніжка може робити запаси живих, але знерухомлених тварин — укушені нею безхребетні залишаються живими, проте нерухомими 3–5 днів.
Розмножується рясоніжка в теплий період року — з квітня до вересня. У виводку від 3 до 12 дитинчат; виводків на рік — 2–3. У природі тривалість її життя 2 роки, в умовах неволі — 4 роки.

## Поширення
Транспалеарктичний вид ссавців, чий ареал охоплює величезну територію від Британії до узбережжя Тихого океану в межах лісової зони. 
На півночі в Скандинавії зустрічається до берегів Льодовитого океану; на півдні доходить до півночі Малої Азії, північних областей Монголії, Китаю і Північної Кореї. На південному сході Росії зустрічається в Примор'ї і на острові Сахалін. У західній і центральній частинах ареалу нечисленна, на сході рідкісна.
В Україні вид відомий найбільше з Карпат та суміжних з Карпатами областей. Спорадично реєструється в інших областях, на схід — до Сумщини, Харківщини та Луганщини та Донеччини. Найтиповіші місцезнаходження — береги малих річок і струмків, гірські потічки або прилеглі до них біотопи.